# Criptoleto
Um cant, criptolecto, argot, anti-língua  ou língua secreta é um jargão ou linguagem de um grupo, frequentemente usada para excluir ou confundir pessoas de fora do grupo. Cada termo difere ligeiramente em significado, e seu uso é inconsistente. 
No campo da medicina, diz-se que os médicos têm seu próprio jargão, gíria, que incorporam abreviações e acrônimos comumente conhecidos, frequentemente usados coloquialismos técnicos e muitas gírias profissionais cotidianas (que pode ou não ser institucional ou geograficamente localizadas). Embora muitos desses coloquialismos possam se mostrar inaceitáveis para a maioria dos leigos, poucos parecem ser especificamente projetados para ocultar o significado dos pacientes (talvez porque a terminologia médica padrão normalmente seria suficiente).

## Argot
Um argot (Inglês pronúncia: /ˈɑrɡoʊ/; do francês argot [aʁˈɡo] '[gíria]') é uma linguagem secreta usada por vários grupos - por exemplo, colegas de escola, foras da lei, colegas, gays (Polari) entre muitos outros - para evitar que pessoas de fora compreendam suas conversas. O termo argot também é usado para se referir ao vocabulário especializado informal de um campo particular de estudo, ocupação ou hobby, no qual o senso se sobrepõe ao jargão.
Autor Victor Hugo foi um dos primeiros a pesquisar e compilar termos a partir de argumentos criminais. No livro Les Misérables, de 1862, ele se refere ao argot como a "língua da escuridão" e a "língua da miséria".
O registro mais antigo conhecido do termo "argot" nesse contexto foi em um documento de 1628. A palavra foi provavelmente derivada do nome contemporâneo "les argotiers", dado a um grupo de ladrões naquela época.
Sob a mais estrita definição, um argot é uma linguagem apropriada com seu próprio sistema gramatical. Mas tais linguagens secretas completas são raras porque os falantes costumam ter alguma linguagem pública em comum, na qual o jargão é amplamente baseado. Tais argots são léxicos formas divergentes de uma língua particular, com uma parte de seu vocabulário substituída por palavras desconhecidas do grande público; argot usado nesse sentido é sinônimo de 'cant'. Por exemplo, argot nesse sentido é usado para sistemas como verlan e louchébem, que retêm a sintaxe francesa e aplicam transformações apenas a palavras individuais (e muitas vezes apenas para um determinado subconjunto de palavras, como substantivos ou palavras de conteúdo semântico). Esses sistemas são exemplos de "argots à clef", ou "argots codificados".
Palavras específicas podem ir do jargão para a fala comum ou no sentido contrário. Por exemplo, a moderna palavra do francês loufoque, significando 'louca, pateta', agora em uso comum, tem origem na transformação louchébem do francês “fou” (louco).
"Piaf" é uma palavra do argota parisiense para "pássaro, pardal". Foi retomada pela cantora Edith Piaf como seu nome artístico.

## Anti-língua
O conceito de anti-língua foi primeiramente definido e estudado pelo linguista Michael Halliday, que usou o termo para descrever a lingua franca de uma anti-sociedade. Ele definiu uma  'anti-linguagem' 'como uma linguagem criada e usada por um grupo anti-social. Uma anti-sociedade é uma comunidade pequena e separada, intencionalmente criada dentro de uma sociedade maior como uma alternativa ou resistência a ela. Por exemplo, Adam Podgorecki estudou uma anti-sociedade composta de prisioneiros poloneses; Bhaktiprasad Mallik do Sanskrit College estudou outra, composta por criminosos em Calcutta. Anti-línguas são desenvolvidas por essas sociedades como um meio de impedir que pessoas de fora compreendam sua comunicação, e como uma maneira de estabelecer uma subcultura que atenda às necessidades de sua estrutura social alternativa. Anti-língua difere de gíria e jargão pois esses são usados apenas entre os grupos sociais ostracistas ou rebeldes, incluindo prisioneiros, criminosos, homossexuais, e adolescentes. As anti-línguas usam o mesmo vocabulário básico e gramática da língua nativa de uma forma pouco ortodoxa. Por exemplo emprestam palavras de outros idiomas, criam compostos não convencionais ou utilizam novos sufixos para palavras existentes. Também podem mudar palavras usando metátese, formação invertida (por exemplo, apple para elppa), ou substituindo consoantes. Portanto, as anti-linguagens são distintas e únicas, e não são simplesmente dialetos de idiomas existentes.
Em seu ensaio "Anti-Língua", Halliday sintetizou a pesquisa de Thomas Harman, Adam Podgórecki e Bhaktiprasad Mallik para explorar as anti-linguagens e a conexão entre a comunicação verbal e a manutenção da estrutura social. Por essa razão, o estudo das anti-línguas é um estudo da sociologia e lingüística. As descobertas de Halliday podem ser compiladas como uma lista de nove critérios que um língua deve atender para ser considerado um anti-língua:
1. Uma anti-sociedade é uma sociedade que é criada dentro de outra sociedade como uma alternativa consciente para ela.
2. Como os primeiros registros das línguas de culturas exóticas, as informações geralmente chegam até nós na forma de listas de palavras.
3. A forma mais simples adotada por um anti-língua é a de novas palavras para substituir antigas: é uma língua relexicalizada.
4. O princípio é aquele da mesma gramática, vocabulário diferente.
5. A comunicação eficaz depende da troca de significados inacessíveis ao leigo.
6. O anti-língua não é apenas um extra opcional, é o elemento fundamental na existência do fenômeno da “segunda vida”.
7. O veículo mais importante da manutenção da realidade é a conversação. Todos os que empregam essa mesma forma de comunicação são outros que mantêm a realidade.
8. O anti-língua é um veículo de ressocialização.
9. Existe continuidade entre a língua e a anti-língua.

Exemplos de anti-idiomas incluem  a gíria de rimas de cockney, gíria de CB (bandas), a grypsera das prisões polonesas,  cants de ladrões, Polari, e possivelmente Palawa kani e Bangime.

### Ulti
Ulti é uma língua estudada e documentada por Bhaktiprasad Mallik em seu livro Languages of the Underworld of West Bengal. Ulti é uma anti-língua derivada do bengali e usada por criminosos e afiliados. A palavra Ulti  kodān , que significa 'loja', é derivada do rearranjo das letras na palavra bengali  dokān , que também significa 'loja'. Por outro lado, a palavra bengali  thām , que significa 'pilar', significa 'coxa duma moça' em Ulti.

### Anti-língua em ficção
Anti-línguas às vezes são criadas por autores e usadas por personagens em romances. Essas anti-línguas não têm léxicos completos, não podem ser observadas em uso para um descrição linguística, e portanto não podem ser estudadas da mesma maneira que uma língua que é falada por uma anti-sociedade existente. No entanto, eles ainda são usados no estudo de anti-línguas. "Anti-Línguas in Fiction", de Roger Fowler, analisa "A Laranja Mecânica", de Anthony Burgess, e "Naked Lunch", de William S. Burroughs, para redefinir a natureza da anti-língua e descrever seu propósito ideológico.
Laranja Mecânica é um exemplo popular de um romance em que o personagem principal é um adolescente que fala uma anti-língua chamada Nadsat. Esta língua é muitas vezes referida como um jargão, mas tem sido argumentado que é uma anti-língua por causa da estrutura social que a mantém através da classe social dos drogados.

## Cant
Existem duas principais escolas de pensamento sobre a origem da palavra cant:
- Na linguística Céltica (Goidélica), a derivação é normalmente vista como sendo da palavra do gaélico escocês cainnt  ou do irlandês caint (grafia mais antiga) cainnt) "fala, conversa".[17] Nesse sentido, é visto como derivado entre os grupos itinerantes de pessoas na Escócia e Irlanda, tendo assim origens irlandesas / escocesas gaélicas e inglesas, finalmente se desenvolvendo como várias línguas crioulas.[17] No entanto, os vários tipos de cants (escocês / irlandês) são mutuamente ininteligíveis entre si. A variante criola irlandesa é simplesmente denominada "Shelta (o Cant)". Seus falantes da comunidade de Irlandeses itinerantes a conhecem como "Gammon" e a comunidade lingüística a identifica como "Shelta".[17]
- Fora dos círculos Goidélicos, a derivação é normalmente vista como sendo do Latim cantāre "cantar" via Normando francês canter.[1][18] Dentro desta derivação, a história da palavra é vista originalmente como se referindo ao cantar dos frades, usada de forma depreciativa em algum momento entre os séculos XII[18] e XVs.[1] Gradualmente, o termo foi aplicado ao canto dos mendigos e, eventualmente, um jargão criminoso.

### Cants
O cant dos ladrões era uma característica de panfletos e peças teatrais populares particularmente entre 1590 e 1615, mas continuou a aparecer na literatura durante o século XVIII. Há dúvidas sobre como a literatura refletia genuinamente o uso vernáculo no submundo do crime. Um ladrão em 1839 alegou que o cant que ele tinha visto na impressão não era nada como o cant então usado por ciganos, ladrões e mendigos. Ele também disse que cada um deles usava vocabulários distintos, que se sobrepunham, os ciganos tinham uma palavra cant para tudo, e os mendigos usavam um estilo “mais baixo” que os ladrões
Em junho de 2009, foi relatado que os prisioneiros de uma prisão inglesa usavam o "canto elizabetano" como meio de comunicação que os guardas não entenderiam, embora as palavras usadas não fizessem parte do cânone de cants reconhecidos.
A palavra também foi usada como um sufixo para cunhar nomes de jargões modernos como "medicant", um termo usado para se referir ao tipo de língua empregado por membros da profissão médica que é amplamente ininteligível para leigos.

#### Célticos
Em partes de Connacht na Irlanda, "Cant" refere-se um leilão normalmente num dia de feira: "Cantmen e Cantwoman, alguns de tão distantes como Dublin, convergia para Mohill em um Fair Day, ... montavam suas barracas ... e imediatamente começavam a leiloar suas mercadorias", e em segundo lugar -"conversas muito divertidas eram frequentemente descritas como "ótimo cantante",  ou 'crosstalk'.
Na Escócia, existem duas línguas crioulas não relacionadas denominadas "cant". Cant escocês (uma variante da língua escocesa com influências gaélicas escocesas) é falado por grupos ciganos da várzea. Cant do Highland Traveller (ou Beurla Reagaird) é um cant dos Viajantes das Terras Altas da que falam Gaélico Escocês. Ambos cants são mutuamente ininteligíveis entre si.

#### Exemplos
- Adurgari, Afeganistão
- Agbirigba, Nigéria
- Äynu, China
- Back slang, Londres, Reino Unido
- Banjački, Sérvia
- Barallete, Galiza, Espanha
- Bargoens, Países Baixos
- Bron, Leão (Espanha) e Asturias
- Beurla Reagaird, uma gíria baseada em gaélico usada pela comunidade de viajantes da Escócia.
- Boontling, Califórnia
- Caló (Chicano), Fronteira México – Estados Unidos
- Cockney com rimas, Londres, Reino Unido
- Engsh, Quênia
- Fala dos arxinas, Galiza, Espanha
- Fenya, Rússia
- Gacería, Espanha
- Língua gail, Cultura gay sul-africana
- Transposição de Gênero
- Germanía, Espanha
- Grypsera, Polônia
- Gyaru-moji, Japão
- Hijra Farsi, Sul da Ásia, usado pelas subculturas Hijra e Kothi (tradicionais análogos aproximados indígenas para subculturas LGBT)
- IsiNgqumo, África do Sul e Zimbábue
- Javanais, França
- Jejemon, Filipinas
- Joual, Francês de Quebec
- Klezmer-loshn, Europa Oriental
- Leet (ou 1337 speak) cultura internet
- Louchébem, França
- Lunfardo, Argentina e Uruguai
- Língua Marciana, para substituir caracteres chineses
- Meshterski, Bulgária
- Miguxês, a subcultura hipster de sub-culturas modernas de jovens no Brasil
- Nadsat, uma gíria de ficção
- Nihali, Índia
- Nyōbō kotoba, Japão
- jarão Padonkaffsky (ou Olbaniano Runet, Rússia)
- Pig Latin
- Podaná, Grécia
- Pajubá, Brasil, um dialeto da subcultura gay que usa palavras sonoras africanas ou africanas como gíria, bastante influenciada pelas religiões afro-brasileiras
- Polari, um termo geral para grupos de dialetos diversos mas não relacionados usados por atores, Funfair (circos e shows de feirantes), subcultura gay, submundo do crime (criminosos, prostitutas).[23]
- Rotvælsk, Dinamarca
- Rotwelsch, Alemanha
- Rövarspråket, Suécia
- Šatrovački, antiga Iugoslávia
- Cant escocês, variante da língua escocesa e do Romani usada pelos ciganos das terras baixas na Escócia, Reino Unido, língua shelta, grupos itinerantes de pessoas na Irlanda
- Sheng, Quênia]
- Spasell, Itália
- Swardspeak (ou Bekimon, ou Bekinese), Filipinas
- Vant dos ladrões (francês de mascates, ou grego de St Giles), Reino Unido
- Tutnês, Estados Unidos
- Verlan, França
- Xíriga, Asturias, Espanha